# Anne-Marie Durand-Wever

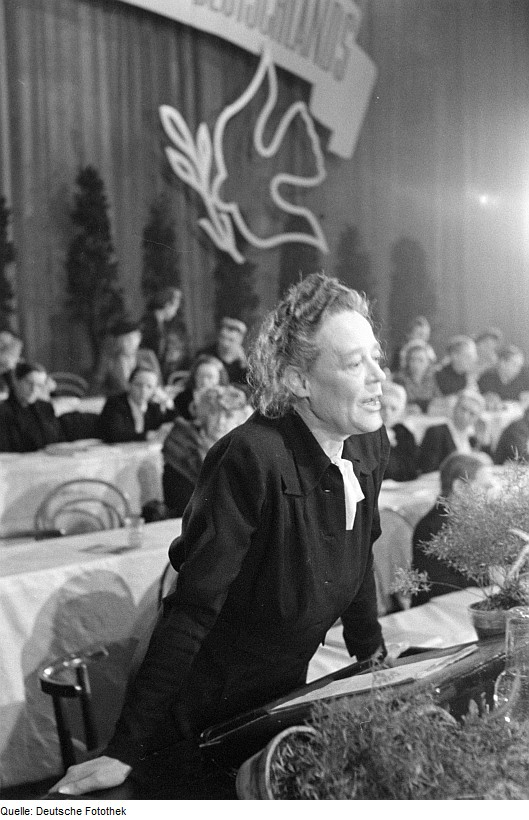
Anne-Marie Durand-Wever 1947 auf dem Gründungskongress des DFD

Anne-Marie Durand-Wever, geb. Wever (* 30. Oktober 1889 in Paris; † 14. September 1970 in Overath-Heiligenhaus), war eine deutsche Gynäkologin und Mitbegründerin von Pro Familia.

## Leben
Anne-Marie Wever wurde als Tochter des deutschen Diplomaten Walther Wever und dessen Frau Anne-Marie, geb. von Harbou, geboren. Bedingt durch die diplomatischen Einsätze ihres Vaters, wuchs Anne-Marie Wever in Bulgarien, Rumänien, Brasilien und den USA auf. Ihren Schulabschluss machte die junge Frau, die bis zum 10. Lebensjahr nur Privatunterricht hatte, in Chicago. Dort studierte sie anschließend Chemie. 1910 erhielt sie ihren Bachelor of Science. Es folgte von 1910 bis 1915 ein Medizinstudium in Marburg, Straßburg und München. 1915 legte sie ihr Staatsexamen ab und promovierte 1917 zum Dr. med. Danach war sie als Assistenzärztin unter anderem an der Münchner Universitäts-Frauen-Klinik tätig.
Im Dezember 1916 heiratete Anne-Marie Wever den deutschen Architekten Wilhelm Durand. 1917 und 1924 kamen Sohn Ernst-August und Tochter Anne-Marie in München zur Welt.
Ab 1920 war Durand-Wever aktiv in deutschen Frauenvereinen und gründete die Landesgruppe Bayern des deutschen Ärztinnenbundes, deren Vorsitz sie während des Ersten Weltkrieges innehatte. 1927 eröffnete sie in Berlin-Schöneberg ihre eigene Praxis, gründete eine „Vertrauenstelle für Verlobte und Eheleute“ und setzte sich für eine frühzeitige Aufklärung von Mädchen ein.
Nach der Machtergreifung der Nazis wurde Durand-Wever aufgrund konträrer Ansichten zu Sozialhygiene und Aufklärung aus der Reichsschrifttumskammer ausgeschlossen und musste alle sozialpolitischen Ehrenämter aufgeben. Mehrere ihrer Bücher zu Themen wie sexuelle Aufklärung, Verhütung und Geburtenkontrolle wurden 1938 auf der Liste des schädlichen und unerwünschten Schrifttums geführt.
Nach Kriegsende engagierte Durand-Wever sich weiterhin ehrenamtlich. Von 1947 bis April 1948 war sie Bundesvorsitzende des Demokratischen Frauenbunds Deutschlands. Gemeinsam mit den anderen Protagonistinnen des Demokratischen Frauenbundes gilt sie aufgrund ihres Wirkens in dessen frauenbewegter Gründerinnenzeit als eine der „Mütter der Gleichberechtigung in der DDR“, obwohl sie in West-Berlin wohnte. Doch binnen kurzem wurde dieser Aufbruch von der SED abgebrochen und „der Frauenbund inhaltlich, politisch und organisatorisch auf die SED ausgerichtet“. Durand-Wever musste, angeblich aus gesundheitlichen Gründen, vom Vorsitz des DFD zurücktreten.
In den 1950er Jahren praktizierte Durand-Wever als Ärztin in eigener Praxis in der Ansbacher Straße 3 (Berlin-Schöneberg) und war assoziierte Herausgeberin der in Bombay (Indien) erscheinenden, englischsprachigen wissenschaftlichen Zeitschrift International Journal of Sexology (1947–1955) für Deutschland. In Kassel war sie 1952 Mitbegründerin und stellvertretende Vorsitzende der Deutschen Gesellschaft für Familienplanung, Sexualpädagogik und Sexualberatung, Pro Familia, zudem war sie Mitarbeiterin von deren internationaler Dachorganisation IPPF. Später zog sie nach West-Deutschland.
Anne-Marie Durand-Wever starb am 14. September 1970 in Overath-Heiligenhaus in der Nähe von Köln im Haus ihres Sohnes.

## Schriften
- Bewusste Mutterschaft durch Geburtenregelung. Greifenverlag, Rudolstadt, 1948
- Normale und krankhafte Vorgänge im Frauenkörper. Volk und Wissen Verlag, 1946
- Die reife Frau: Verlauf und Erleichterung der Wechseljahre. Safari-Verlag, Berlin, 1937
- Die Verhütung der Schwangerschaft. Antäus-Verlag, Hamburg, 1931
- Die gesunde Frau wird Mutter. Safari-Verlag, Berlin, um 1930